# Okiek (Ethnie)

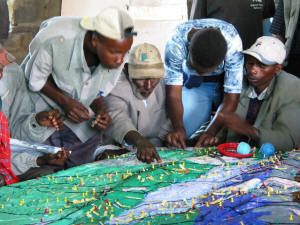
Ogiek speisen ihr traditionelles räumliches Wissen in ein partizipatives 3D-Modell ein, Nessuit, Mau-Wald, Kenia, 2006

Als Okiek oder Ogiek (Einzahlform: Ogiot) werden rund zwei Dutzend Gruppen von Jägern und Honigsammlern in West-Zentral-Kenia sowie in Tansania bezeichnet. Sie leben umgeben von größeren Volksgruppen wie den Massai, den Kipsigis, Nandi und Kikuyu, meist jedoch in der Nähe anderer Ogiek-Gruppen. Manchmal werden sie auch Torobbo, Dorobo, Ndorobo oder Andorobo genannt, nach der abwertenden Bezeichnung Il Torobbo, die die Massai für Jäger und Sammler und arme Menschen ohne Viehbesitz verwenden.
Die Gruppen umfassen jeweils etwa 600 bis 900 Personen. Die meisten leben in bewaldeten Gebieten West-Zentral-Kenias (Mau-Wald, Tindiret und nördlich von Nakuru), es gibt aber auch Gruppen in den flachen Savannen unter den Massai. Die mit Abstand südlichste Gruppe, die Akie, leben nahe der Massai-Steppe in Tansania.
Ihre ursprüngliche Sprache ist das Okiek, eine zu den Kalenjin-Sprachen gehörende südnilotische Sprache. Ein Teil von ihnen spricht jedoch heute das Maa, die Sprache der Massai, als Muttersprache. Andere sprechen die Sprachen ihrer jeweiligen Nachbarn zumindest als Zweitsprache.

## Geschichte

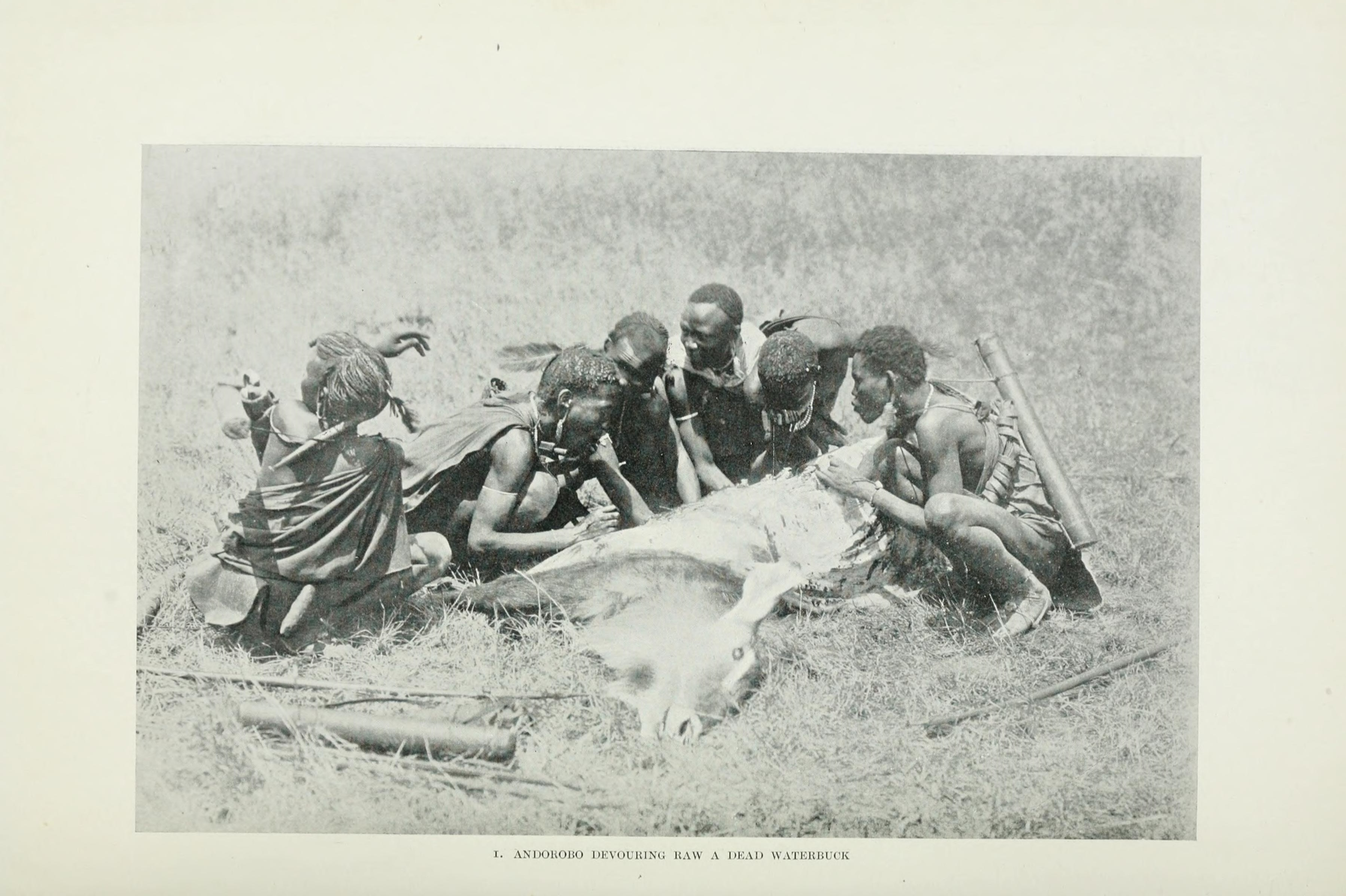
Historisches Foto: Okiek (Andorobo) verzehren das rohe Fleisch eines toten Wasserbocks, Uganda, 1902

Über die Geschichte der Ogiek vor 1900 ist wenig bekannt. Einige Gruppen erzählen, dass sie Ende der 1800er Jahre etwas nach Süden gewandert seien.
In der Kolonialzeit verloren vor allem die weiter nördlich lebenden Ogiek-Gruppen Land an die Errichtung von Jagd- und Waldreservaten und an europäische Siedler, während südliche Gruppen ihr Land behalten konnten. Ab den 1930er Jahren diversifizierten sie ihre Wirtschaftsweise und begannen auch Ackerbau und/oder Viehzucht zu betreiben. Die Gruppe der Kipchornwonek begann etwa, Gärten mit Hirse anzulegen, die Kaplelach begannen später mit dem Anbau von Mais. Allmählich gewann die Landwirtschaft an Bedeutung, sodass die Gruppen zunehmend in der Nähe ihrer Felder sesshaft wurden, ihre wenigen Tiere an einem Ort hielten und von dort aus jagen und Honig sammeln gingen.
Nach der Unabhängigkeit Kenias wurden die höchstgelegenen Wälder zu Schutzgebieten erklärt. Aufgrund von Landgesetzen wurden individuelle Landrechte anstelle des kollektiven Landbesitzes der Gruppen eingeführt, woraufhin viele Ogiek ihr Land verkauften, oft ohne um dessen tatsächlichen Wert zu wissen. Der Erlös aus solchen Verkäufen wurde für den Bau neuer Häuser mit metallenen Dächern, in kleine Geschäfte und für den Haushaltsbedarf investiert; auch Alkoholismus hat stark zugenommen. Unterdessen haben sich zahlreiche Nicht-Ogiek in deren einstigen Gebieten angesiedelt, und die Waldflächen sind durch Abholzung stark reduziert. Dies hat vor allem im Mau-Wald schwere Umweltprobleme verursacht. Seit den 1990er Jahren haben Ogiek gegen Verletzungen ihrer Landrechte protestiert. Auf der kenianischen Seite des Mount Elgon kommt es seit 2006 zu bewaffneten Auseinandersetzungen um Landrechte zwischen den Sabaot, die in den 1930er Jahren in diesem ursprünglich von Ogiek bewohnten Gebiet angesiedelt wurden, und der kenianischen Armee.

## Lebensweise und Kultur
Zu den Tieren, die die Ogiek traditionell jagten, gehörten Buschböcke, Büffel, Elefanten, Ducker, Schliefer, Bongo-Antilopen und Riesenwaldschweine. Gejagt wurde mit Hunden, Pfeil und Bogen, Speeren und Keulen und auch mithilfe von Fallen. Im Gegensatz zu anderen Jäger-Sammler-Gruppen sammeln die Ogiek kaum Wildpflanzen, auch weil es in der Region wenig Pflanzen mit größeren essbaren Bestandteilen (Knollen, Nüsse, Früchte) gibt. Honig wurde gegessen und zu Bier gebraut und auch verkauft oder getauscht, um im Gegenzug Getreide zu erwerben. Jagd und Honigsammeln zählten zu den Aufgaben der Männer, während Frauen für die Verarbeitung von Nahrung, den Bau traditioneller Behausungen, das Sammeln von Feuerholz, die Herstellung von Beuteln und Kleidung und die Kindererziehung zuständig waren.
Die Religion der Ogiek umfasst den Glauben an einen guten Gott Torooret oder Asiista und an Geister der Ahnen, die Unglück bringen können, wenn sie nicht verehrt werden oder wenn schlechte Taten begangen werden. In jüngerer Zeit hat es auch christliche Missionierung unter ihnen gegeben.
Die materielle Kunst der Ogiek umfasst Schmuck aus Glasperlen, der von den Frauen hergestellt und von Frauen wie Männern getragen wird, sowie dicht geflochtene Körbe, Keramik und von den Männern hergestellte Waffen und Werkzeuge. Zur immateriellen Kunst gehören Redekunst und Lieder.
Eine spärlich ausgestattete Primarschule wurde im Gebiet der Kipchornwonek 1978 eröffnet, andere Gruppen wie die Maresionik hatten bereits früher Kontakt zu Schulbildung. Einige wenige Ogiek haben auch Sekundarschulen oder noch höhere Bildungsstufen (Berufsschule oder Universität) absolviert.